# Feketekór
A feketekór, más néven idült méhbénulás a házi méh egy vírusbetegsége (Chronic bee paralysis virus, CBPV). Erdei kórnak is nevezik. A vírust oltásos vizsgálatokkal Leslie Bailey fedezte fel 1968-ban. Oltás után 2-5 nappal kezdődött el a bénulás. A francia élelmiszerbiztonsági hatóság szerint a méhek nagy arányú pusztulását okozhatja. Ritkán okoz nagyobb problémát. Voltak, akik nem vírusnak, hanem mérgezésnek tulajdonították a tüneteket. Nem tévesztendő össze az izraeli heveny méhbénulással (IAPV), vagy a heveny méhbénulással. A vírus ellipszoid alakú retrovírus, egyszálú RNS-sel. Világszerte elterjedt, kivéve a Karibi-szigeteket és Dél-Afrikát. Többnyire május-szeptemberben fordul elő.

## Története
Származási helye és elterjedésének története ismeretlen.
Az első kísérleti fertőzést Burnside végezte el 1945-ben.
A vírust Bailey különítette el 1963-ban (Bailey et al. 1963). Neki mind az emésztőrendszeren, mind a kitinpáncél sérülésein át sikerült megfertőznie a méheket. A francia élelmiszerbiztonsági hatóságnak sikerült kimutatnia, hogy a vírus jelen van a méh ürülékében, és fertőzőképes, így a méhek bezárása csak tetézi a bajt. 

## Terjedése
A betegség fertőző. Terjedését a zsúfoltság és az éhezés, valamint a rovarirtók által legyengített immunrendszer segíti. Élelemmel nem terjed. Egyes családok genetikai okok miatt lehetnek érzékenyek. A nagyobb családok viszonylag könnyen megbirkóznak vele, de az erősen atkás kolóniák sokat szenvedhetnek ettől a betegségtől is. A nozéma és a légcsőatka szintén támogatja.
A vírus terjedhet mézharmattal is, de méhészeti eszközök is átvihetik. Megtizedelheti a rajokat is, és néha nagy pusztítást vihet véghez.
Egy 1960-ban angol területen végzett vizsgálat szerint az elhullott méhek  70%-a tartalmazta a vírust. Egy 2000 és 2003 között végzett kutatás az elhullott méheket vizsgálta, és virológiai elemzésekkel 359 család közül 157-ben mutatták ki. EZek többségében egyes méhek már mutatták a betegség tüneteit. 

## Tünetei
A méh gyomrát és idegrendszerét betegíti meg a méh számára mérgező anyagok, idegmérgek termeltetésével. Két formája van. Az egyik megkopaszodással kezdődik; a méh elveszíti a szőrét, és hasonlóvá vélik az öreg vagy öröklötten kopasz méhekhez. Kopaszságot a fehérjehiány és a mérgezés, vagy a vérnyirok betegsége is okozhatja. Emellett össze is zsugorodik. Akár önként is elhagyják a kaptárt, amíg még tudnak repülni, de az egészségesek a szaguk miatt nem engedik vissza a mégis visszatérő betegeket, még akkor sem, ha virágporral érkeznek. Ez hasonlít ahhoz, amit rablásnál látni. A betegek megbénulnak, először röpképességüket veszítik el, majd a lábaik is lebénulnak. Mozgásukat egyre erősödő remegés akadályozza. A másik típusban a kopaszodás és a szag elmarad, a bénulás gyorsabb, és a betegek a kaptár alján gyűlnek össze, vagy a kaptár előtt, a földön mászkálnak. A szagot azzal magyarázzák, hogy a méh ürüléke szétkenődik a páncélján, és lakkszerű bevonatot képez. Mindkét típusban megdagad a méhek potroha a mézgyomor telítődése miatt. A méhpusztulás is jelentős lehet.
Mivel mérgezés is okozhat hasonló tüneteket, ezért a betegséget csak laboratóriumi vizsgálattal lehet bizonyítani. Az oltásos vizsgálathoz zárkázott méheket oltanak be, majd figyelnek meg. Ha 6 napon belül észrevehetően bénulnak, akkor a gyanú megerősítést nyert. A gyanús méhekből nyert folyadékot többször is átszűrik, hogy eltávolítsák a baktériumokat. A bénulás mellett a szárnyak kicsavarodhatnak, lerongyolódhatnak, ami más betegségekre is gyanút adhat, például légcsőatkakórra vagy szárnydeformálódásra.